# Stazione di Venezia Carpenedo
La stazione di Venezia Carpenedo è situata nell'omonimo quartiere di Venezia.

## Storia
Fino al 1927 era denominata semplicemente "Carpenedo". Nata come stazione divenne fermata con il raddoppio della linea

## Strutture e impianti
La stazione è dotata di 2 binari e sovrappasso in cemento. La stazione comprende una piccola sala d'attesa.

## Movimento
La stazione è servita da treni regionali svolti da Trenitalia nell'ambito del contratto di servizio stipulato con la Regione Veneto.

## Servizi
La stazione, che RFi classifica nella categoria bronze, dispone di:
- Biglietteria automatica
- Sala d'attesa

## Interscambi
Presso la stazione è presente una fermata delle autolinee urbane gestite da ACTV.